# David Desrosiers
David Phillipe Desrosiers (ur. 29 sierpnia 1980 w Sept-Iles, Quebec), kanadyjski basista, były członek formacji Simple Plan.
Dorastał ze swoją starszą siostrą, Julie. Gdy miał 12 lat jego rodzice się rozwiedli. Przed rozpoczęciem kariery muzycznej dorabiał w barze McDonald’s. David zaczął grać w formacji Reset, którą stworzyli Pierre Bouvier i Chuck Comeau - aktualnie członkowie zespołu Simple Plan, do której należy również Dave. Gdy Pierre opuścił Reset, David zajął jego miejsce - pełnił funkcję głównego wokalisty i basisty, jednak nigdy nie nagrał z zespołem żadnej płyty studyjnej. Po rozpadzie grupy Pierre i Chuck, którzy w międzyczasie stworzyli nową formację, zaproponowali mu członkostwo w Simple Plan. David jest basistą i drugim wokalistą.